# Wangen bei Olten
Wangen bei Olten ist eine politische Gemeinde im Bezirk Olten des Kantons Solothurn in der Schweiz.

## Geographie

Luftbild (1948)

Wangen bei Olten liegt auf 417 m ü. M., 2,5 km westsüdwestlich des Bezirkshauptortes Olten (Luftlinie). Das Dorf erstreckt sich in der breiten Mulde der Dünnern am Jurasüdfuss zwischen dem Homberg im Norden und dem Born im Süden und schliesst westlich an Olten an.
Die Fläche des 6,9 km² grossen Gemeindegebiets umfasst einen Abschnitt des so genannten Berggäus am Jurafuss. Der zentrale Teil des Gebietes wird von der Talebene der Dünnern eingenommen, die im Bereich von Wangen bei Olten etwas mehr als 1 km breit ist. In diese Ebene mündet der Dorfbach von Norden her aus dem Brändlistal mit einem kleinen Schwemmkegel. Nach Norden erstreckt sich der Gemeindeboden über die zunächst relativ sanft, im oberen Teil dann steil ansteigenden Hänge mit den Vorbergen Hügert westlich und Hochrüti (731 m ü. M.) östlich des Brändlistals und reicht bis auf den Homberg. Diese Bergkrete, die mit einer Felskante gegen Norden abfällt, bildet die Nordgrenze von Wangen bei Olten und erreicht mit 944 m ü. M. den höchsten Punkt der Gemeinde.
Südlich des Dünnerntals reicht der Gemeindebann auf den dicht bewaldeten breiten Höhenrücken des Borns, der bei 719 m ü. M. gipfelt. Der Kammbereich des Borns gehört vollständig zu Wangen bei Olten, die Südgrenze verläuft auf der Kante vor dem Steilabfall gegen die Aare. Von der Gemeindefläche entfielen 1997 18 % auf Siedlungen, 54 % auf Wald und Gehölze und 28 % auf Landwirtschaft.
Wangen besteht aus zwei Gebieten, die früher vor der Kanalisierung des Flusslaufs der Dünnern bei Hochwasser voneinander getrennt waren. Zum einen ist dies das Kleinwangen südlich der Dünnern mit einigen Einzelhöfen, zum anderen das Grosswangen nördlich der Dünnern. Nachbargemeinden von Wangen bei Olten sind Olten, Kappel (SO), Rickenbach (SO), Hauenstein-Ifenthal und Trimbach.

## Bevölkerung
Mit 5539 Einwohnern (Stand 31. Dezember 2023) gehört Wangen bei Olten zu den mittelgrossen Gemeinden des Kantons Solothurn. Von den Bewohnern sind 89,1 % deutschsprachig, 2,3 % italienischsprachig und 2,1 % sprechen Serbokroatisch (Stand 2000). Die Bevölkerungszahl von Wangen bei Olten belief sich 1850 auf 908 Einwohner, 1900 auf 1362 Einwohner. Im Verlauf des 20. Jahrhunderts stieg die Bevölkerungszahl bis 1970 kontinuierlich auf 4177 Personen an. Nach einer vorübergehenden Stagnation wurde seit 1990 (4043 Einwohner) wieder eine deutliche Bevölkerungszunahme verzeichnet. Das Siedlungsgebiet von Wangen bei Olten ist heute nahezu lückenlos mit denjenigen von Olten und Rickenbach (SO) zusammengewachsen.

## Wirtschaft
Wangen bei Olten war bis zu Beginn des 20. Jahrhunderts eine vorwiegend durch die Landwirtschaft geprägte Gemeinde. Die Industrie fasste Anfang des 20. Jahrhunderts mit der Gründung der Kleiderfabrik Frey AG im Jahr 1909 Fuss im Dorf. Heute haben der Ackerbau, der Obstbau, die Viehzucht sowie die Forstwirtschaft nur noch einen geringen Stellenwert in der Erwerbsstruktur der Bevölkerung.
Zahlreiche weitere Arbeitsplätze sind im Gewerbe und im Dienstleistungssektor vorhanden. Dank der guten Verkehrslage entstand am Westrand von Wangen bei Olten und neben der Eisenbahnlinie eine grössere Gewerbe- und Industriezone. 1962 liess sich hier das Coop-Güterzentrum nieder. Heute sind in Wangen bei Olten zahlreiche Unternehmen verschiedener Branchen ansässig, darunter aus dem Bau- und Transportgewerbe, der Holzverarbeitung, der Elektronik und der Elektrotechnik, der Informationstechnologie, des Gartenbaus, des Maschinen- und Metallbaus, des Detailhandels und der Nahrungsmittelindustrie. In den letzten Jahrzehnten hat sich Wangen bei Olten auch zu einer Wohngemeinde entwickelt, indem oberhalb des Dorfkerns ausgedehnte neue Wohnquartiere entstanden. Viele Erwerbstätige sind deshalb Wegpendler, die hauptsächlich in der Region Olten arbeiten.

### Verkehr
Die Gemeinde ist verkehrstechnisch gut erschlossen. Sie liegt an der alten Hauptstrasse von Olten via Oensingen nach Solothurn. Der nächste Anschluss an das schweizerische Autobahnnetz befindet sich rund 6 km entfernt bei Egerkingen. Am 4. Dezember 1876 wurde die Bahnstrecke Olten–Solothurn mit einem Bahnhof in Wangen bei Olten in Betrieb genommen. Für die Feinverteilung im öffentlichen Verkehr sorgen die Buslinien des BOGG (Busbetrieb Olten Gösgen Gäu), welche die Strecken von Olten via Wangen bei Olten nach Kappel respektive nach Egerkingen, nach Kestenholz und zur Höhenklinik Allerheiligenberg bedienen.

## Geschichte
Verschiedene Streufunde deuten darauf hin, dass das Gemeindegebiet von Wangen bei Olten seit dem Neolithikum besiedelt ist. Am östlichen Rand des Gemeindegebiets lag damals ein bedeutendes Bergwerk zur Gewinnung von Feuerstein.
In einer frühmittelalterlichen Chronik wurde Wangas im Jahr 610 nach Christus als einer der Schlachtorte zwischen den Alemannen und den Burgunden genannt. Allerdings ist nicht gesichert, ob es sich bei diesem „Wangas“ um Wangen bei Olten, Wangen an der Aare oder um Niederwangen (Gemeinde Köniz) handelt.
Die erste eindeutige urkundliche Erwähnung von Wangen erfolgte 1226, damals mit dem Zusatz im Buchsgau. Der Ortsname leitet sich vom Wort wang (Aue, ansteigendes Feld, Wiese) ab. Seit dem Mittelalter war Wangen bei Olten Teil des von den Grafen von Frohburg verwalteten Buchsgaus und gehörte darin zur Herrschaft Fridau. Auch ein Adelsgeschlecht von Wangen ist nachgewiesen. Das Dorf teilte das Schicksal der Herrschaft Fridau und kam 1415 unter die gemeinsame Verwaltung von Bern und Solothurn, 1463 unter die alleinige Verwaltung von Solothurn, wobei es der Vogtei Bechburg zugeordnet wurde. Nach dem Zusammenbruch des Ancien Régime (1798) gehörte Wangen bei Olten während der Helvetik zum Verwaltungsbezirk Solothurn und ab 1803 zum Bezirk Olten.
Seit 1869 war das Dorf Sitz des so genannten Wangener Klubs, einer politisch oppositionellen Versammlung unter T. Husi. Durch die Ansiedlung verschiedener Fabriken (darunter die Kleiderfabrik Frey AG) erfuhr Wangen bei Olten in der ersten Hälfte des 20. Jahrhunderts eine rasche wirtschaftliche Entwicklung.

### Kontroverse um den Bau eines Minarettes
In Wangen steht seit 2009 auf dem Gebäude des lokalen Türkischen Kulturvereines ein mit Gold verziertes, blaues Minarett. Es ist eines der vier Minarette in der Schweiz. Das Minarett trug zur Kontroverse um den Bau von Minaretten in der Schweiz bei, weil gegen dessen Bau aus konservativ-rechter Seite Beschwerden eingereicht wurden. Da das Baugesuch des türkisch-kulturellen Vereins aus baurechtlichen Gründen abgelehnt wurde, reichte der Verein einen Rekurs gegen den Entscheid ein. Dieser wurde vom kantonalen Verwaltungsgericht am 14. Juli 2006 gutgeheissen. Das Gemeinschaftszentrum mit dem Minarett befindet sich im Industriequartier von Wangen.

## Sehenswürdigkeiten
Die Kirche Sankt Gallus wurde 1907 als imposantes neuromanisches Gotteshaus erbaut und 1977 sowie 2006 restauriert beziehungsweise renoviert.

## Bilder

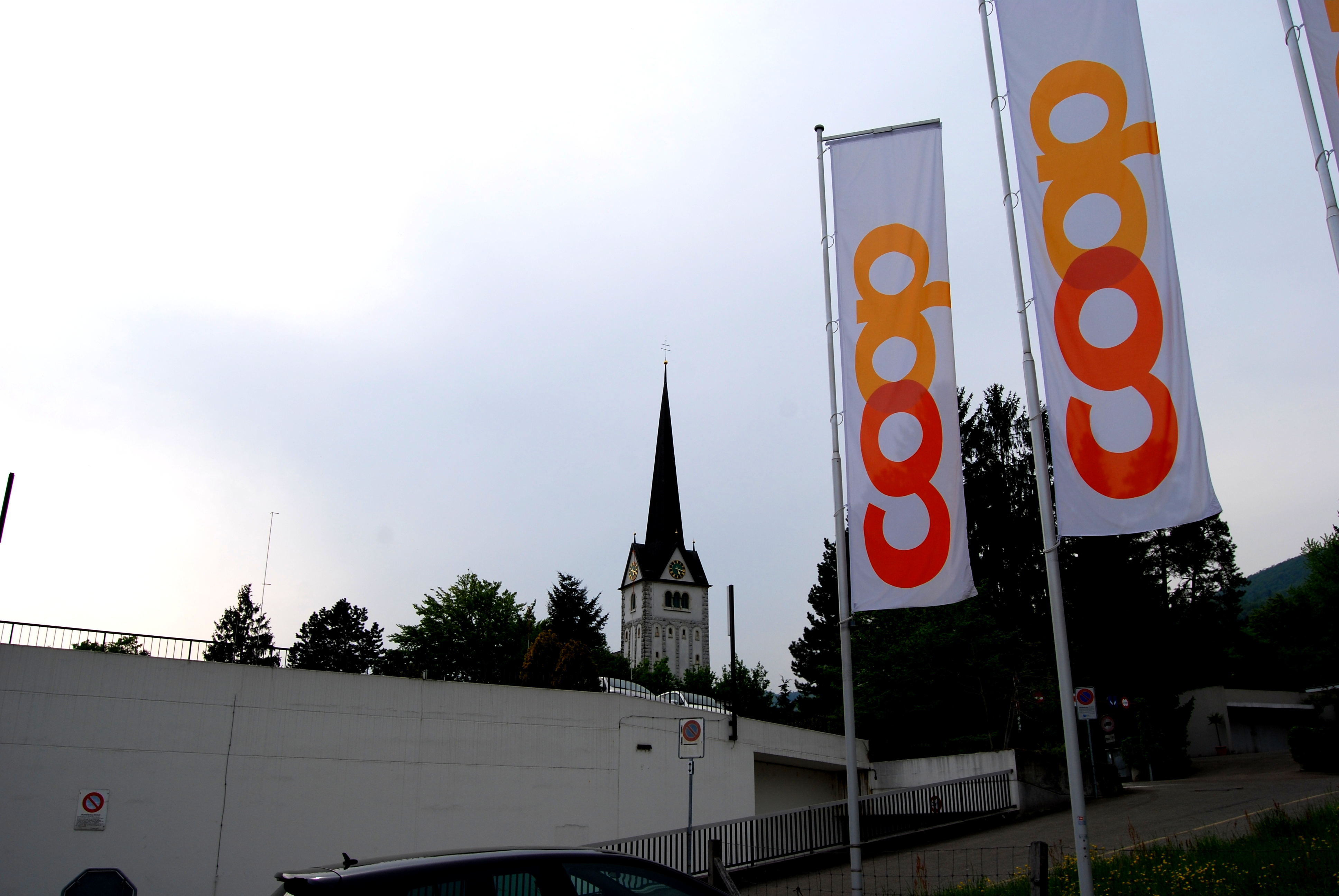
Blick vom Coop-Parkplatz auf die Kirche Sankt Gallus
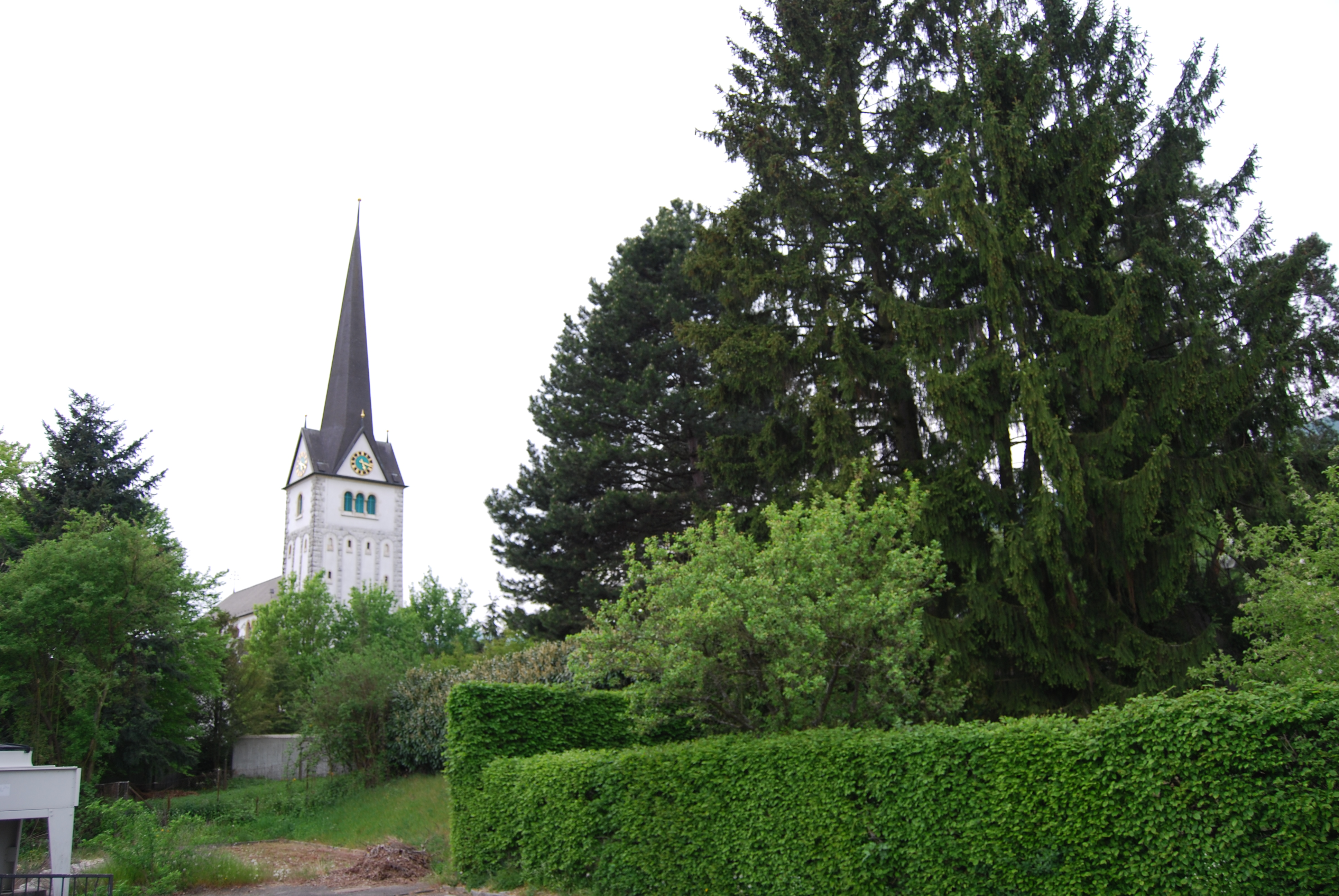
Sankt-Gallus-Kirche
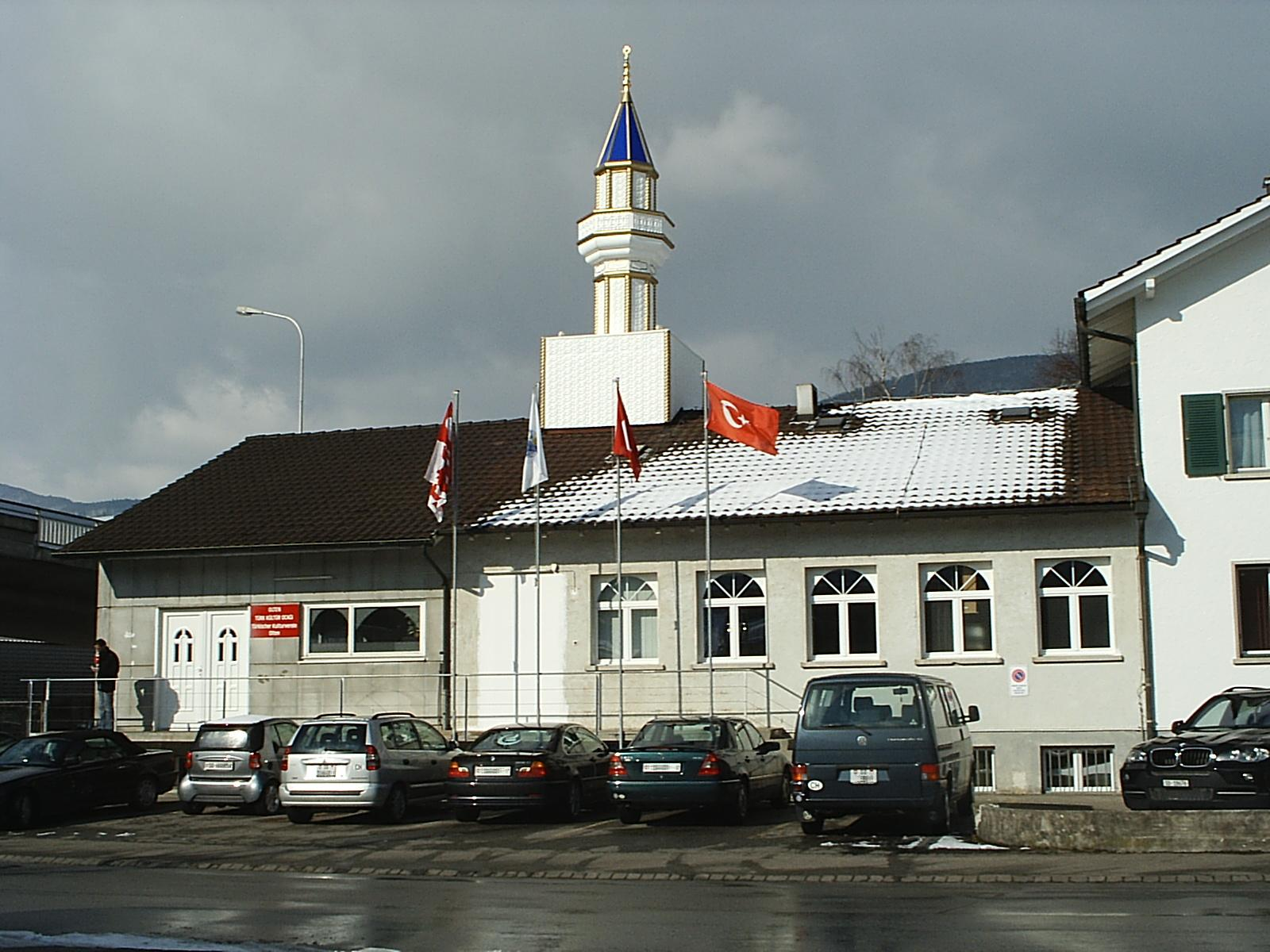
Moschee des Türkischen Kulturvereins Olten mit Minarett
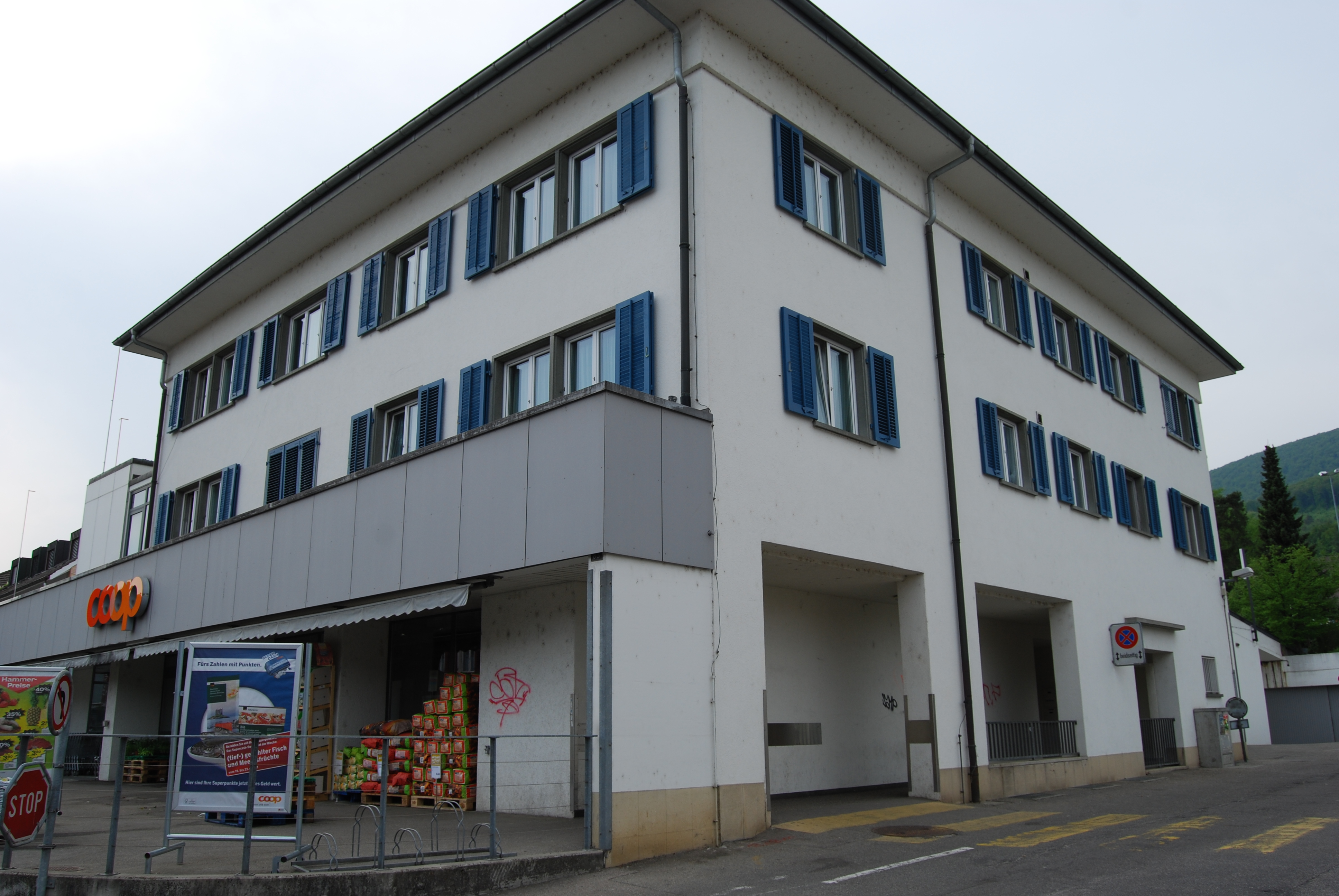
Coop-Laden im Dorfzentrum
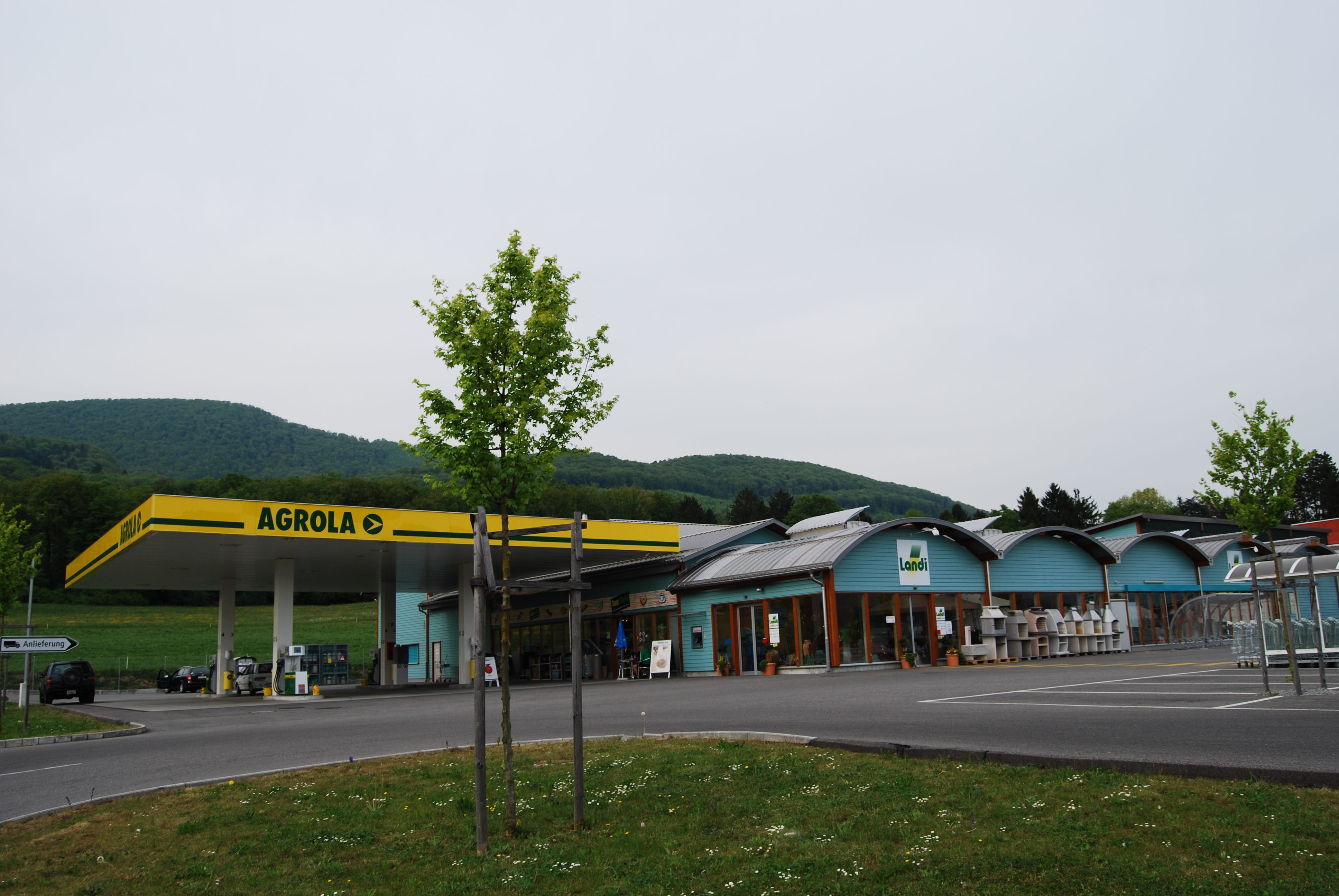
Agrola-Tankstelle und Landi
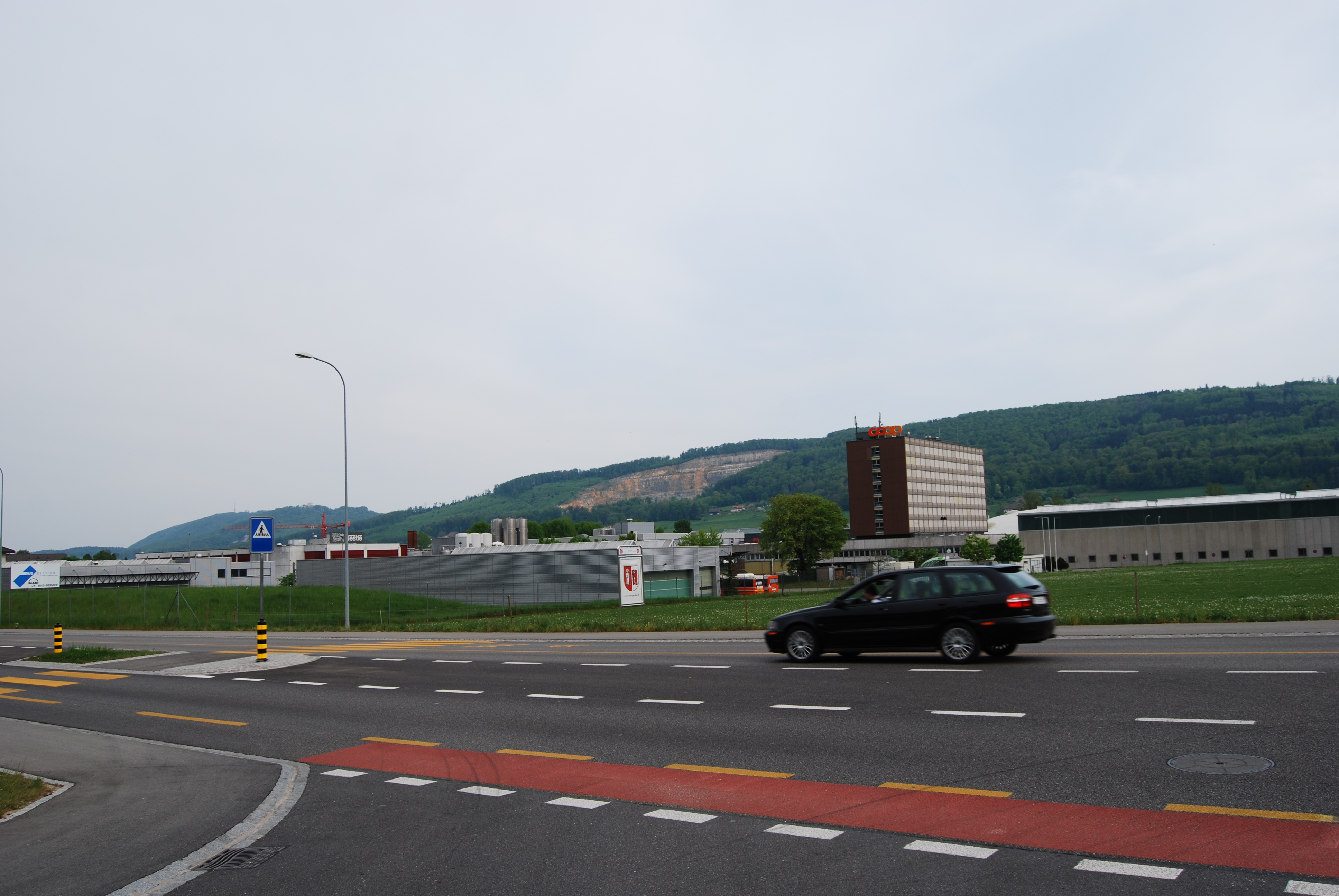
Industriezone im Westen der Gemeinde

## Wappen
Blasonierung
Gespalten von Rot mit weissem hl. Gallus und von Weiss mit rotem aufrecht stehendem Bären, einen Stamm in den Tatzen haltend, die zwei Figuren einander zugewandt
Gallus ist der Kirchenpatron von Wangen.

## Persönlichkeiten
- Stephan Kauf (1907–1962), Benediktiner und Abt von Muri-Gries
- Alfred Flury (1934–1986), römisch-katholischer Geistlicher und Liedermacher (Neues Geistliches Lied)
- Jörg Kiefer (1944–2010), Journalist, Autor und Politiker